# Estêvão Milutino
Estêvão Uresis II Milutino Nemânica (em sueco: Стефан Урош II Милутин; 1253 – 29 de outubro de 1321) foi rei da Sérvia de 1282 a 1321, soberano da dinastia Nemânica. Foi o filho mais jovem de Estêvão Uresis I e de Helena de Anjou.
Conhecido como Estevão Milutino (Стефан Милутин), foi o rei da Sérvia entre 1282–1321, um membro da dinastia nemânica. Ele foi um dos governantes mais poderosos da Sérvia na Idade Média. Milutino é creditado por resistir fortemente aos esforços do imperador bizantino Miguel VIII Paleólogo para impor o catolicismo romano nos Bálcãs após a União de Lyon em 1274. Durante seu reinado, o poder econômico sérvio cresceu rapidamente, principalmente devido ao desenvolvimento da mineração. Ele achou Novo Bredo, que se tornou um local de mineração de prata de importância internacional. Como a maioria dos monarcas nemânicas, ele foi proclamado santo pela Igreja Ortodoxa Sérvia com um dia de festa em 30 de outubro. Milutino aparece no poema narrativo de Dante Alighieri a Divina Comédia.

## Guerra com os búlgaros e mongóis
No final do século XIII os senhores feudais búlgaros Darmano e Cudelino governavam conjuntamente a região de Branichevo (na Sérvia moderna) como senhores independentes ou semi-independentes. Eles regularmente atacavam o reino sírio de Estêvão Dragutino, em Macheva, uma área anteriormente sob a soberania de Elizabeth da Hungria. A rainha húngara enviou tropas para reivindicar Branichevo em 1282-1284, mas suas forças foram repelidas e as terras de seus vassalos saqueadas em retaliação.
Outra campanha, desta vez organizada por Dragutino e Isabel, não conseguiu conquistar os domínios de Darmano e Cudelino em 1285 e sofreu outro contra-ataque dos irmãos. Não foi até 1291 quando uma força conjunta de Dragutino e do rei sérvio Estevão Milutino conseguiu derrotar os irmãos e, pela primeira vez, a região ficou sob o domínio de um sérvio, uma vez que foi anexada por Dragutino. Em resposta à anexação de Branichevo por Dragutino, o príncipe búlgaro chamado Sismanes, que governou o principado semi-independente de Vidim por volta de 1280, começou a atacar os domínios sérvios a oeste.
Sismanes era um vassalo de Nogai Cã, cã da Horda Dourada e procurou expandir seus territórios para o oeste, invadindo a Sérvia chegando até Hvosno, os búlgaros não conseguiram capturar Zdrelo (perto de Peć) e foram perseguidos de volta a Vidim pelos sérvios . Milutino devastou Vidim e o resto do domínio de Sismanes, fazendo Sismanes se refugiar do outro lado do Danúbio. Os dois, no entanto, tornaram-se aliados depois que Milutino se casou com o sérvio zupano Dragos à filha de Sismanes, mais tarde Milutino daria sua filha Neda (com o título de Anna) ao filho de Sismanes, Michael, que se tornaria o czar da Bulgária em 1323.
Milutino e Nogai Cã logo entrariam em conflito por causa da guerra com o czarismo de Vidim. Nogai lançou uma campanha contra a Sérvia, mas Milutino ofereceu paz enviando seu filho Estevão de Dechani para a corte de Nogai. Estevão permaneceu com sua comitiva lá até 1296 ou a morte de Nogai Cã em 1299.

## Feudo dos irmãos
Disputas começaram entre Milutino e seu irmão Estêvão Dragutino depois que um tratado de paz com o Império Bizantino foi assinado em 1299. Dragutino nesse ínterim detinha terras de Branichevo no leste ao rio Bosna no oeste. Sua capital era Belgrado. A guerra estourou entre os irmãos e durou, com cessar-fogo esporádicos, até a morte de Dragutino em 1314. Durante esta guerra Milutino nomeou Estevão de Dechani como regente em Zeta, o moderna Montenegro. Isso significava que Estevão de Dechani seria o herdeiro do trono na Sérvia, e não o filho de Dragutino, Estêvão Vladislau II.

## Batalhas e liderança suprema
Ele capturou Durres em 1296. Em 15 de março de 1306 Milutino emitiu um alvará para Ratac no qual nomeou seu filho Stephen como seu futuro sucessor.
A Batalha de Galípoli (1312) foi travada pelas tropas sérvias enviadas por Estevão Milutino para ajudar o imperador bizantino Andrônico na defesa de suas terras contra os turcos. Após inúmeras tentativas de subjugar os turcos, o rapidamente decadente Império Bizantino foi forçado a contar com a ajuda da Sérvia. Os turcos estavam saqueando e pilhando o campo e os dois exércitos convergiram para a península de Galípoli, onde os turcos foram derrotados de forma decisiva. Em agradecimento à Sérvia, a cidade de Cucovo foi doada.
Após a morte de Estevão Dragutino em 1314, Milutino conquistou a maior parte de suas terras, incluindo Belgrado, e começou a perseguir e rebatistas católicos, o que levou à cruzada iniciada pelo Papa João XXII. Em 1318, houve uma revolta de nobres albaneses contra o governo de Estevão Milutino, que às vezes é considerada incitada pelo Príncipe Filipe I de Tarento e pelo Papa João XXII para enfraquecer o governo de Estevão Milutino. Milutino suprimiu rebeldes sem muita dificuldade. Em 1319 Carlos I da Hungria retomou o controle sobre Belgrado e banovina Macheva, enquanto Milutino mantinha o controle em Branichevo. No ano de 1314, o filho de Milutino, Estêvão de Dechani, rebelou-se contra seu pai, mas foi capturado, cegado e enviado para o exílio em Constantinopla. Durante o resto do reinado de Milutino, seu filho mais novo Estevão Constantine foi considerado herdeiro do trono, mas na primavera de 1321 Estevão de Dechani voltou para a Sérvia e foi perdoado por seu pai.
O poder econômico da Sérvia cresceu rapidamente no século XIV, e o poder de Milutino era baseado em novas minas, principalmente no território de Kosovo. Durante seu reinado, Novo Bredo foi a mina de prata mais rica dos Bálcãs, enquanto outras minas importantes foram Trepecha e Janievo. Ele produziu imitações de moedas venezianas, que continham sete oitavos de prata em comparação com suas moedas. Eles foram proibidos pela República de Veneza, mas Milutino os usou para travar uma guerra civil contra Dragutino. Mais tarde, Novo Bredo se tornou uma importante mineradora de prata internacionalmente e tinha uma posição estratégica significativa, enquanto no século XV, a Sérvia e a Bósnia juntas produziam mais de 20% da prata europeia.
O tempo de seu reinado foi marcado pela hostilidade ao catolicismo e conversão dos católicos, o que provocou a rebelião da nobreza católica. O Papa João XXII chamou Estevão Milutino de "o inimigo da fé cristã".

## Família
Com sua primeira esposa, Helena, uma nobre sérvia menor, ele teve dois filhos, o rei Estêvão Uresis III e Anna Neda, que se casou com Michael Sismanes da Bulgária. 
Com sua segunda esposa, Helena, filha do sebastocrator João I Ducas da Tessália, ele não teve filhos. 
Com sua terceira esposa, Isabel, filha do rei Estêvão V da Hungria e Isabel, Milutino teve uma filha, Zorica. 
Com sua quarta esposa, Anna, filha de Jorge I da Bulgária, Estevão Uresis II Milutino teve um filho, Estevão Constantino. Com sua quinta esposa Simonis, filha do imperador Andrônico II Paleólogo, ele não teve filhos.

## Rescaldo e legado
Após sua morte, seguiu-se uma curta guerra civil, após a qual o trono sérvio foi ascendido por seu filho mais velho, Estêvão de Dechani.
Estevão Milutino é citado no poema narrativo Divina Comédia de Dante Alighieri com características de falsificadores devido à cópia de dinheiro veneziano. Ele está incluído nos 100 sérvios mais proeminentes.